# Grey Owl
Grey Owl, pseudonimo di Archibald Stansfeld Belaney (Hastings, 19 settembre 1888 – Prince Albert, 13 aprile 1938), è stato uno scrittore inglese, poi adottato dai nativi americani della famiglia Ojibway (impropriamente definiti dagli europei Chippewa), molto conosciuto come guida nelle foreste del Canada settentrionale nei primi decenni del Novecento.
Durante gli anni trenta, dopo aver abbandonato la caccia ai castori, questo strano nativo con la pelle chiara e gli occhi azzurri ebbe grande popolarità internazionale come scrittore e conferenziere, facendosi portavoce di tematiche animaliste e ambientaliste. Ma soltanto alla sua morte, avvenuta per una polmonite nel 1938, si venne a conoscenza del suo grande segreto: Grey Owl non era un nativo mezzosangue, come aveva sempre affermato. Si chiamava in realtà Archibald Stansfeld Belaney ed era nato ad Hastings, in Inghilterra, nel 1888. Abbandonato dai genitori all'età di due anni, fu cresciuto dalle zie Ada e Carry Belaney. Viene descritto come un bambino piuttosto introverso, con una passione viscerale per i nativi americani. Nel 1906, appena diciassettenne, fuggì di casa e si imbarcò per il Canada con l'obiettivo di realizzare la vita dei suoi sogni. Qui venne in contatto con una tribù di Ojibway, che lo adottò. Per tutta la vita Belaney riuscì a camuffare le sue origini inglesi tingendosi i capelli di nero. Nonostante questo clamoroso falso, gli intenti per la salvaguardia della natura e della cultura del Canada che animavano Archie Belaney erano senza dubbio autentici e fanno di lui uno dei primi ecologisti della storia.
Nel centesimo anniversario della nascita, è stato piantato in suo onore un acero rosso del Canada nel cortile della Hastings Grammar School, oggi rinominata William Parker School. Nel giugno del 1997, il sindaco di Hastings ha inaugurato una targa commemorativa sulla casa al numero 32 di St James Road, dove Belaney nacque. Presso l'Hastings Museum di Summerfields, è inoltre presente una ricostruzione della capanna canadese di Grey Owl.

## Primi anni
Archibald Stansfeld Belaney nacque nel settembre 1888, vicino Hastings, Inghilterra. figlio di George Belaney e Katherine (Kittie) Cox. Archie era principalmente di discendenza inglese da entrambi i rami: il nonno paterno era scozzese e si sposò in Inghilterra
Kittie era la seconda moglie del padre di Archie. Anni prima della nascita di Archie, George Belaney immigrò negli Stati Uniti con la prima moglie Elizabeth Cox e la sorella minore di Elizabeth, Katherine (Kittie). Dopo la morte prematura di Elizabeth, George convinse Kittie, che non aveva ancora 20 anni, a sposarlo. Nello stesso anno rientrarono in Inghilterra, in tempo per la nascita del figlio Archie. La famiglia visse insieme nei pressi di Hastings finché Kattie rimase incinta per la seconda volta. George e Kittie partirono per tornare negli Stati Uniti, dove lui la abbandonò. Kittie aveva affidato Archie alle cure della nonna paterna Juliana Belaney e delle sorelle minori, le prozie Julia Caroline Belaney e Janet Adelaide Belaney, che il ragazzo chiamava zia Carry e zia Ada. Kittie fece visita al figlio alcune volte.
In seguito Archie Belaney raccontò al suo editore che suo padre era scozzese. Il nome Belaney aveva radici scozzesi. Uno dei suoi biografi documentò che il nonno paterno di Archie si trasferì dalla Scozia in Inghilterra, dove prosperò come mercante.
Archie studiò alla Hastings Grammar School, dove eccelleva in Inglese, Francese e Chimica. mentre lontano dalle aule scolastiche, trascorreva molto tempo leggendo o esplorando la foresta di St Helen vicino a casa sua.
Da ragazzo Belaney era conosciuto per i suoi scherzi, per esempio fabbricava piccole bombe nelle aule di chimica della Grammar School. Si divertiva a chiamarle "Belaney Bombs". Affascinato dai Indiani d'America, Belaney studiava i libri che ne parlavano disegnando gli indiani sui margini dei libri. Belaney lasciò la Hastings Grammar School per iniziare a lavorare come impiegato presso una segheria dietro la foresta di St. Helen's.
Colà Belaney e il suo amico George McCormick si esercitarono nel lancio di coltelli e tiro di precisione. Il suo ultimo scherzo fu quello di accendere fuochi d'artificio nel camino dell'ufficio della segheria, che esplosero assieme e quasi causarono la distruzione dell'edificio. Dopo che fu licenziato, le zie lo lasciarono partire per il Canada, dove sognava nuove avventure. Il 29 marzo del 1906 Belaney si imbarcò sul SS. Canada e salpò per Halifax.

## Il film
Grey Owl - Gufo grigio (1999), 117 minuti circa, di Richard Attenborough, con l'ottima interpretazione di Pierce Brosnan nel ruolo di Archie Grey Owl. Alla realizzazione del film ha anche partecipato, in qualità di consulente storico e culturale, Wilfred Pelletier, filosofo e scrittore nativo canadese della nazione Odawa. Recentemente la Warner Brothers Entertainment ha devoluto diecimila dollari al Wilfred Peltier Memorial Scholarship, istituito presso la Carleton University di Ottawa, in segno di gratitudine per il prezioso contributo durante la fase preparatoria del film..